# شبكة الوضع الافتراضي
في العلوم العصبية، شبكة الوضع الافتراضي (دي إم إن)، التي تُعرف أيضًا باسم الشبكة الافتراضية، أو شبكة الحالة الافتراضية، هي شبكة دماغية واسعة النطاق مكونة بشكل أساسي من القشرة أمام الجبهية المتوسطة، وطلل/قشرة التلفيف الحزامي الخلفية والتلفيف الزاوي. تُشتهر بنشاطها عند عدم تركيز الشخص في العالم الخارجي إذ يكون الدماغ في حالة راحة يقظة، مثل حالتي حلم اليقظة والشرود الذهني. قد تنشط أحيانًا خلال الأفكار التفصيلية المتعلقة بأداء المهام الخارجية. تشمل فترات نشاط «دي إم إن» الأخرى حالة تفكير الفرد في الأشخاص الآخرين، وفي نفسه، وتذكره الماضي والتخطيط للمستقبل.
تجدر الملاحظة أن «دي إم إن» لا تنشط في عدد من المهام الموجهة نحو الهدف إذ يُشار إليها أحيانًا بشبكة المهام السلبية، إلا أنها قد تنشط في مهام أخرى موجهة نحو الهدف مثل ذاكرة العمل الاجتماعي ومهام السيرة الذاتية. أظهرت «دي إم إن» ارتباطًا سلبيًا مع غيرها من شبكات الدماغ مثل شبكات الانتباه.
أشارت الدلائل إلى وجود اضطرابات في «دي إم إن» لدى المصابين بمرض آلزهايمر وطيف التوحد.

## الوظيفة
يُعتقد أن شبكة الوضع الافتراضي مشاركة في العديد من الوظائف المختلفة:
من الممكن أن تكون الأساس العصبي للذات:
- معلومات السيرة الذاتية: ذكريات مجموعة من الأحداث والحقائق المتعلقة بالذات
- المرجع الذاتي: الرجوع إلى سمات الذات وصفاتها
- عاطفة الذات: التفكير في الحالة العاطفية الذاتية

التفكير في الآخرين:
- نظرية العقل: التفكير في أفكار الآخرين وما قد يعرفونه أو لا يعرفونه
- عواطف الآخرين: فهم عواطف الأشخاص الآخرين وإبداء التعاطف اتجاه مشاعرهم
- المحاكمة الأخلاقية: تحديد نتائج الأفعال فيما إذا كانت عادلة أو غير عادلة
- التقييمات الاجتماعية: أحكام المواقف الجيدة والسيئة حول المفاهيم الاجتماعية
- الفئات الاجتماعية: التفكير في الحالة والخصائص الاجتماعية الهامة لمجموعة ما.

تذكر الماضي والتفكير في المستقبل:
- تذكر الماضي: تذكر الأحداث الواقعة في الماضي
- تخيل المستقبل: تصور الأحداث المحتمل حدوثها في المستقبل
- الذاكرة العرضية: ذاكرة تفصيلية متعلقة بأحداث معينة في وقت معين
- الفهم القصصي: فهم سرد ما وتذكره

تنشط شبكة الوضع الافتراضي خلال الراحة السلبية والشرود الذهني الذي يشمل عادةً التفكير في الآخرين، والتفكير في النفس، وتذكر الماضي وتخيل المستقبل عوضًا عن المهمة الواجب تنفيذها. ومع ذلك، استأنف العمل الأخير تخطيطًا محددًا بين شبكة الوضع الافتراضي والشرود الذهني، نظرًا إلى أهمية النظام في المحافظة على التمثيلات التفصيلية الخاصة بمعلومات المهمة أثناء تشفير الذاكرة العاملة. أظهرت دراسات تخطيط كهربية قشر الدماغ (التي تشمل وضع الأقطاب الكهربائية على سطح فروة رأس الشخص المشارك في التجربة) تنشيط شبكة الوضع الافتراضي خلال جزء من الثانية بعد انتهاء المشاركين من مهمة ما. بالإضافة إلى ذلك، خلال المهام التي تستلزم الانتباه، ثبت أن التعطيل الكافي لشبكة الوضع الافتراضي خلال فترة تشفير الذاكرة يؤدي إلى دمج الذاكرة طويلة الأمد بنجاح أكبر.
أظهرت الدراسات ارتباطًا وثيقًا في شبكات الوضع الافتراضي الخاصة بعدد من الأشخاص لدى مشاهدتهم فيلمًا، أو سماعهم قصة أو قراءتهم لها. لا ترتبط هذه الشبكات في حال تشوش هذه القصص أو عدم فهم الشخص للغتها، ما يشير إلى مشاركة الشبكة بشكل كبير في فهم القصة وتشكيل الذاكرة اللاحقة لها. يظهر أيضًا ارتباط «دي إم إن» في حال تقديم القصة نفسها لأشخاص مختلفين بلغات مختلفة، ما يشير إلى اشتراك «دي إم إن» الفعلي في جانب فهم القصة دون الجانب السمعي أو اللغوي.
ظهر أن شبكة الوضع الافتراضي غير نشطة أثناء المهام الخارجية الموجهة نحو الهدف مثل الانتباه البصري أو مهام الذاكرة العاملة المعرفية، ما دفع بعض الباحثين إلى وصف الشبكة بشبكة المهام السلبية. مع ذلك، تنشط «دي إم إن» بشكل إيجابي مع المهام الخارجية الموجهة نحو الهدف التي لها دور في «دي إم إن»، مثل ذاكرة العمل الاجتماعي أو مهام السيرة الذاتية، إذ ترتبط «دي إم إن» مع الشبكات الأخرى مثل الشبكة المعنية بالوظائف التنفيذية.
يوجد احتمال غير مثبت حتى الآن لإمكانية تنشيط الشبكة الافتراضية عن طريق تثبيت الحركة الكامن في عملية الاختبار (يُربط المريض مستلقيًا على نقالة ويُدخل عبر أنبوب ضيق في بنية معدنية ضخمة). تخلق هذه العملية احساسًا بالانحباس، ومن غير المفاجئ أن يكون التأثير الجانبي الأكثر شيوعًا هو الخوف من الأماكن المغلقة. اقتُرح هذا الرأي البديل عبر مقال حديث يربط نظرية العقل بتثبيت الحركة.
أظهرت الأبحاث الحديثة ارتباط «دي إم إن» مع إدراك الجمال، الذي تنشط فيه الشبكة بطريقة عامة في المجالات المتحركة جماليًا مثل الأعمال الفنية، والمناظر الطبيعية والهندسة المعمارية. يفسر هذا الشعور الداخلي العميق بالمتعة المتعلق بالجماليات، والمتداخل مع الإحساس بالهوية الشخصية بسبب وظائف الشبكة المتعلقة بالذات.

## الفيزيولوجيا المرضية
يوجد افتراض مفاده ارتباط شبكة الوضع الافتراضي بعدد من الاضطرابات بما في ذلك مرض آلزهايمر، والتوحد، والفصام، والاكتئاب، والألم المزمن، واضطراب ما بعد الصدمة وغيرها. على وجه التحديد، أظهرت «دي إم إن» نشاطًا عصبيًا متداخلًا لكن مميزًا عبر مختلف حالات الصحة العقلية، كتلك الموجودة عند المقارنة المباشرة بين اضطراب نقص الانتباه مع فرط النشاط والتوحد.
يظهر الأشخاص المصابون بمرض آلزهايمر انخفاضًا في الغلوكوز (استخدام الطاقة) داخل مناطق شبكة الوضع الافتراضي. تبدأ هذه الانخفاضات على شكل نقصان طفيف لدى المرضى معتدلي الأعراض، وتستمر في التدهور لتصل إلى انخفاضات كبيرة لدى المرضى ذوي الأعراض الشديدة. من المثير للدهشة أن اضطرابات «دي إم إن» تبدأ في الظهور لدى الأفراد قبل علامات مرض الزهايمر حتى. تتراكم قطع ببتيد بيتا النشواني، الذي يُعتقد أنه مسبب لمرض آلزهايمر، داخل شبكة الوضع الافتراضي. دفع هذا راندي باكنر وزملاؤه إلى اقتراح مفاده أن ارتفاع معدل الاستقلاب الناتج عن تنشيط «دي إم إن» المستمر يتسبب في تراكم أكبر لببتيد بيتا النشواني في مناطق «دي إم إن». تعطل ببتيدات بيتا النشواني هذه شبكة الوضع الداخلي التي تؤدي بدورها إلى أعراض مرض الزهايمر جراء ارتباطها الوثيق بتشكيل الذاكرة واسترجاعها.
يُعتقد أن «دي إم إن» معطلة لدى الأشخاص المصابين باضطراب طيف التوحد. يعاني هؤلاء الأفراد من ضعف في مهام التفاعل الاجتماعي والتواصل التي تُعتبر من مهام الشبكة المركزية. أظهرت الدراسات سوء اتصال بين مناطق «دي إم إن» لدى الأفراد المصابين بالتوحد، وخاصة بين «إم بّي إف سي» (المشاركة في التفكير في الذات والآخرين) و«بّي سي سي» (اللب المركزي لشبكة الوضع الافتراضي). يقل اتصال هذه المناطق ببعضها البعض مع ازدياد شدة التوحد. ليس واضحًا ما إذا كان ذلك سببًا للتوحد أو نتيجة له، أو ما إذا كان هنالك عامل ثالث مسبب لكليهما (متغير مسبب للالتباس).
وُجد اتصال أضعف بين مناطق الدماغ عبر الشبكة الافتراضية لدى الأشخاص الذين يعانون من صدمة طويلة الأمد، مثل الإساءة والإهمال في مرحلة الطفولة، وارتبط هذا مع أنماط تعلق مختلة وظيفيًا. وُجد أيضًا انخفاض النشاط في التلفيف الحزامي الخلفي لدى الأشخاص المصابين باضطراب ما بعد الصدمة مقارنةً مع المجموعة المضبوطة، وتميز المصابون بحالات شديدة من الاضطراب بانخفاض الاتصال داخل «دي إم إن». ارتبط فرط اتصال الشبكة الافتراضية مع الاجترار في نوبة الاكتئاب الأولى والألم المزمن. في حال تعرض شبكة الوضع الافتراضي للتعديل، يمكن لهذا تغيير طريقة إدراك الفرد للأحداث ومحاكمته الأخلاقية والاجتماعية، ما يجعله أكثر عرضة لأعراض مشابهة لأعراض الاكتئاب.
يكشف التحليل متعدد المتغيرات عن ارتباطات وراثية لشبكة الوضع الافتراضي أثناء الراحة لدى مرضى اضطراب ثنائي القطب الذهاني والفصام.